# Ebru

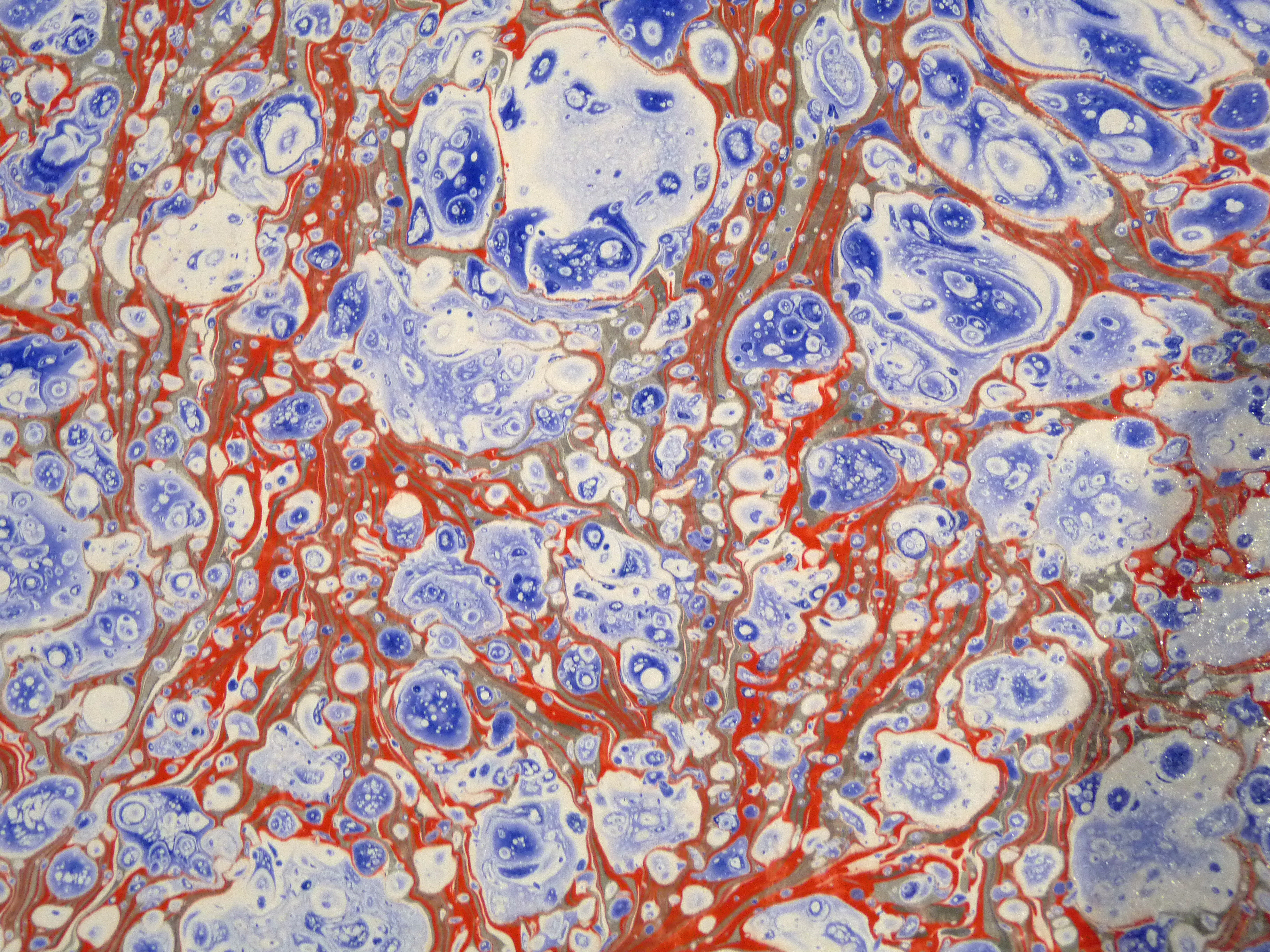
Obraz w technice ebru

Ebru – tradycyjna turecka sztuka zdobienia papieru poprzez przenoszenie na papier wzorów tworzonych przy pomocy farb rozprowadzanych pędzelkami i patyczkami na wodzie zagęszczonej tłustą substancją – „marmurkowanie”. Papier ozdobiony w technice ebru nazwany jest również papierem tureckim lub papierem marmurkowanym. Do tradycyjnych wzorów stosowanych w sztuce ebru zalicza się m.in. wzory roślinne i ornamentalne, motywy plecionkowe, meczety i półksiężyce. Ebru stosowane jest w tradycyjnej sztuce introligatorskiej. 
W 2014 roku sztuka ebru została wpisana na listę niematerialnego dziedzictwa UNESCO.

## Historia
Początki ebru nie są znane. Sztuka „marmurkowania” narodziła się najprawdopodobniej w Japonii i Chinach. Pierwsze formy ebru pojawiły się w Azji Środkowej (w Turkmenistanie) w XIII wieku i przeniknęły do Anatolii przez Iran. Turcy seldżuccy oraz osmańscy rozpowszechnili ebru stosując ją w kaligrafii oraz w sztuce dekorowania i oprawiania książek.
Początkowo papier ebru stosowany był wyłącznie do celów dekoracyjnych. W miarę rozwoju sztuki, kiedy zaczęto otrzymywać papier o bladym wzorze, papier tego typu znalazł zastosowanie w oficjalnej dokumentacji i korespondencji państwowej z uwagi na zabezpieczanie jakie dawał przed fałszerstwem. Papier ebru jest niepowtarzalny – nie można było go podrobić; nie można było też zmienić tekstu na nim zapisanego, ponieważ każda próba wymazania liter kończyła się rozmazaniem i zepsuciem naniesionego na papier wzoru.        
Nazwa „ebru” pochodzi być może od perskiego „ebri” (pol. chmura) lub „ab-ru” (pol. powierzchnia wody). Najstarszy zachowany egzemplarz papieru ebru z okresu osmańskiego pochodzi z 1553 roku.   
W 2014 roku ebru zostało wpisane na listę niematerialnego dziedzictwa UNESCO.

## Opis
Sztuka ebru polega na przenoszeniu na papier wzorów tworzonych przy pomocy farb zawierających żółć byczą rozprowadzanych pędzelkami z końskiego włosia i patyczkami na wodzie zagęszczonej tłustą substancją, z reguły gumą tragakantową. Jako pierwsze nakładane są kolory ciemniejsze, a potem jaśniejsze. Na wzór, unoszący się na tłustej powierzchni wody, nakładana jest czysta kartka i wzór odbija się na papierze. Tradycyjne wzornictwo obejmuje m.in. motywy roślinne i ornamentalne, motywy plecionkowe, meczety i półksiężyce.  
Sztuka ebru przekazywana jest ustnie na drodze relacji mistrz-uczeń. Nauka podstaw trwa dwa lata.